# Max Fischer (Politiker, 1886)
Max Fischer (* 30. März 1886 in Bamberg; † 25. September 1962 in Erlangen) war ein deutscher Politiker (SPD).
Fischer, der Sohn eines Bürodieners, besuchte die Volksschule und das Lehrerseminar in Bamberg und machte danach eine Anstellungsprüfung, ehe er zum Militärdienst ging. Von 1911 bis 1920 war er Volksschullehrer in Kirchahorn und ab 1912 planmäßiger Volksschullehrer. Während des Ersten Weltkriegs war er als Soldat aktiv.
Am 12. Januar 1919 wurde Fischer Mitglied des Bayerischen Landtags. Er legte sein Mandat am 14. März 1919 nieder. Danach war er von 1920 bis 1952 wieder Volksschullehrer in Stockheim im Landkreis Kronach, wo er auch Schulleiter war. Nach seinem Ruhestand 1952 lebte er in Bamberg.